# Сім'я Бернуллі
Сім'я Бернуллі (Bernoulli) — швейцарська протестантська сім'я, багато членів якої в XVII—XVIII століттях зробили суттєвий внесок у науку. Зокрема, до цієї династії належать 9 видатних математиків і фізиків (з них 3 великих), а також відомі історики, мистецтвознавці, архітектори, юристи та ін.
Історики нарахували в науці і культурі не менше 30 відомих представників родини Бернуллі. Серед академіків Петербурзької Академії наук — п'ятеро з родини Бернуллі. Кафедру математики Базельського університету протягом 105 років майже без перерви займали представники родини Бернуллі.

## Історія
Рід Бернуллі простежується з XV століття, коли його представник за прізвищем Бернуйла (Bernouilla) мешкав у Фландрії (Південні Нідерланди, нині Бельгія).
У 1582 році через релігійні утиски іспанських католицьких представників влади купець-протестант Якоб Бернуллі з родиною залишив Антверпен і переїхав у Франкфурт-на-Майні. Оскільки і в Німеччині релігійні чвари не припинялися, у 1622 році онук Якоба, який носив те ж саме ім'я (1598—1634), влаштувався в Базелі (Швейцарія) і прийняв швейцарське громадянство.
Син Якоба, якого історики називають «Микола-старший» (1623—1708), організував торгівлю аптекарськими товарами і незабаром став заможним городянином, членом міської ради Базеля. У нього було 11 дітей, які й дали початок династії Бернуллі.
Три покоління Бернуллі дали дев'ять великих математиків і фізиків, з яких найбільш відомі:
- Бернуллі Якоб (1654—1708);
- Бернуллі Йоганн (1667—1748), молодший брат Якоба;
- Бернуллі Даніель (1700—1782), син Йоганна;
- Якоб II Бернуллі (1759—1789), племінник Даніеля.

З тієї ж сім'ї походить Марія Бернуллі — перша дружина Германа Гессе.
Представники роду Бернуллі у наш час проживають здебільшого на території Базеля.

## Об'єкти, названі на честь членів сім'ї
- Диференціальне рівняння Бернуллі — на честь Якоба.
- Закон Бернуллі (інтеграл Бернуллі) в гідродинаміці — на честь Даніеля
- Лемніската Бернуллі — на честь Якоба.
- Поліном Бернуллі — на честь Якоба.
- Нерівність Бернуллі — на честь Якоба.
- Розподіл Бернуллі, Схема Бернуллі у теорії ймовірностей — на честь Якоба.
- Зсув Бернуллі — на честь Якоба.
- Формула Бернуллі — на честь Якоба.
- Числа Бернуллі — на честь Якоба.

У 8-му окрузі Парижа є вулиця Бернуллі (Rue Bernoulli), названа на честь цієї сім'ї. На честь Даніеля названа лабораторія Бернуллі в Інституті математичних досліджень складних систем МДУ.

## Генеалогія
|                           |                           |                           |                           |                           |                           |  |  |                               |                               |                               |                               |                               |                               |  |  | Микола Бернуллі Старший (1623—1708) |                                |                                |                                |                                |                                |  |  |                                 |                                 |                                 |                                 |                                 |                                 |  |  |                                 |                                 |                                 |                                 |                                 |                                 |  |  |                              |                              |                              |                              |                              |                              |  |  |  |  |  |  |  |  |  |  |  |  |  |  |  |  |  |  |  |  |  |  |  |  |
|                           |                           |                           |                           |                           |                           |  |  |                               |                               |                               |                               |                               |                               |  |  |                                     |                                |                                |                                |                                |                                |  |  |                                 |                                 |                                 |                                 |                                 |                                 |  |  |                                 |                                 |                                 |                                 |                                 |                                 |  |  |                              |                              |                              |                              |                              |                              |  |  |  |  |  |  |  |  |  |  |  |  |  |  |  |  |  |  |  |  |  |  |  |  |
|                           |                           |                           |                           |                           |                           |  |  |                               |                               |                               |                               |                               |                               |  |  |                                     |                                |                                |                                |                                |                                |  |  |                                 |                                 |                                 |                                 |                                 |                                 |  |  |                                 |                                 |                                 |                                 |                                 |                                 |  |  |                              |                              |                              |                              |                              |                              |  |  |  |  |  |  |  |  |  |  |  |  |  |  |  |  |  |  |  |  |  |  |  |  |
| Якоб Бернуллі (1654—1705) | Якоб Бернуллі (1654—1705) | Якоб Бернуллі (1654—1705) | Якоб Бернуллі (1654—1705) | Якоб Бернуллі (1654—1705) | Якоб Бернуллі (1654—1705) |  |  | Микола Бернуллі (1662—1716)   | Микола Бернуллі (1662—1716)   | Микола Бернуллі (1662—1716)   | Микола Бернуллі (1662—1716)   | Микола Бернуллі (1662—1716)   | Микола Бернуллі (1662—1716)   |  |  |                                     |                                |                                |                                |                                |                                |  |  | Йоганн Бернуллі (1667—1748)     | Йоганн Бернуллі (1667—1748)     | Йоганн Бернуллі (1667—1748)     | Йоганн Бернуллі (1667—1748)     | Йоганн Бернуллі (1667—1748)     | Йоганн Бернуллі (1667—1748)     |  |  |                                 |                                 |                                 |                                 |                                 |                                 |  |  |                              |                              |                              |                              |                              |                              |  |  |  |  |  |  |  |  |  |  |  |  |  |  |  |  |  |  |  |  |  |  |  |  |
| Якоб Бернуллі (1654—1705) | Якоб Бернуллі (1654—1705) | Якоб Бернуллі (1654—1705) | Якоб Бернуллі (1654—1705) | Якоб Бернуллі (1654—1705) | Якоб Бернуллі (1654—1705) |  |  | Микола Бернуллі (1662—1716)   | Микола Бернуллі (1662—1716)   | Микола Бернуллі (1662—1716)   | Микола Бернуллі (1662—1716)   | Микола Бернуллі (1662—1716)   | Микола Бернуллі (1662—1716)   |  |  |                                     |                                |                                |                                |                                |                                |  |  | Йоганн Бернуллі (1667—1748)     | Йоганн Бернуллі (1667—1748)     | Йоганн Бернуллі (1667—1748)     | Йоганн Бернуллі (1667—1748)     | Йоганн Бернуллі (1667—1748)     | Йоганн Бернуллі (1667—1748)     |  |  |                                 |                                 |                                 |                                 |                                 |                                 |  |  |                              |                              |                              |                              |                              |                              |  |  |  |  |  |  |  |  |  |  |  |  |  |  |  |  |  |  |  |  |  |  |  |  |
|                           |                           |                           |                           |                           |                           |  |  |                               |                               |                               |                               |                               |                               |  |  |                                     |                                |                                |                                |                                |                                |  |  |                                 |                                 |                                 |                                 |                                 |                                 |  |  |                                 |                                 |                                 |                                 |                                 |                                 |  |  |                              |                              |                              |                              |                              |                              |  |  |  |  |  |  |  |  |  |  |  |  |  |  |  |  |  |  |  |  |  |  |  |  |
|                           |                           |                           |                           |                           |                           |  |  | Микола I Бернуллі (1687—1759) | Микола I Бернуллі (1687—1759) | Микола I Бернуллі (1687—1759) | Микола I Бернуллі (1687—1759) | Микола I Бернуллі (1687—1759) | Микола I Бернуллі (1687—1759) |  |  | Микола II Бернуллі (1695—1726)      | Микола II Бернуллі (1695—1726) | Микола II Бернуллі (1695—1726) | Микола II Бернуллі (1695—1726) | Микола II Бернуллі (1695—1726) | Микола II Бернуллі (1695—1726) |  |  | Даніель Бернуллі (1700—1782)    | Даніель Бернуллі (1700—1782)    | Даніель Бернуллі (1700—1782)    | Даніель Бернуллі (1700—1782)    | Даніель Бернуллі (1700—1782)    | Даніель Бернуллі (1700—1782)    |  |  | Йоганн II Бернуллі (1710—1790)  | Йоганн II Бернуллі (1710—1790)  | Йоганн II Бернуллі (1710—1790)  | Йоганн II Бернуллі (1710—1790)  | Йоганн II Бернуллі (1710—1790)  | Йоганн II Бернуллі (1710—1790)  |  |  |                              |                              |                              |                              |                              |                              |  |  |  |  |  |  |  |  |  |  |  |  |  |  |  |  |  |  |  |  |  |  |  |  |
|                           |                           |                           |                           |                           |                           |  |  | Микола I Бернуллі (1687—1759) | Микола I Бернуллі (1687—1759) | Микола I Бернуллі (1687—1759) | Микола I Бернуллі (1687—1759) | Микола I Бернуллі (1687—1759) | Микола I Бернуллі (1687—1759) |  |  | Микола II Бернуллі (1695—1726)      | Микола II Бернуллі (1695—1726) | Микола II Бернуллі (1695—1726) | Микола II Бернуллі (1695—1726) | Микола II Бернуллі (1695—1726) | Микола II Бернуллі (1695—1726) |  |  | Даніель Бернуллі (1700—1782)    | Даніель Бернуллі (1700—1782)    | Даніель Бернуллі (1700—1782)    | Даніель Бернуллі (1700—1782)    | Даніель Бернуллі (1700—1782)    | Даніель Бернуллі (1700—1782)    |  |  | Йоганн II Бернуллі (1710—1790)  | Йоганн II Бернуллі (1710—1790)  | Йоганн II Бернуллі (1710—1790)  | Йоганн II Бернуллі (1710—1790)  | Йоганн II Бернуллі (1710—1790)  | Йоганн II Бернуллі (1710—1790)  |  |  |                              |                              |                              |                              |                              |                              |  |  |  |  |  |  |  |  |  |  |  |  |  |  |  |  |  |  |  |  |  |  |  |  |
|                           |                           |                           |                           |                           |                           |  |  |                               |                               |                               |                               |                               |                               |  |  |                                     |                                |                                |                                |                                |                                |  |  |                                 |                                 |                                 |                                 |                                 |                                 |  |  |                                 |                                 |                                 |                                 |                                 |                                 |  |  |                              |                              |                              |                              |                              |                              |  |  |  |  |  |  |  |  |  |  |  |  |  |  |  |  |  |  |  |  |  |  |  |  |
|                           |                           |                           |                           |                           |                           |  |  |                               |                               |                               |                               |                               |                               |  |  |                                     |                                |                                |                                |                                |                                |  |  | Йоганн III Бернуллі (1744—1807) | Йоганн III Бернуллі (1744—1807) | Йоганн III Бернуллі (1744—1807) | Йоганн III Бернуллі (1744—1807) | Йоганн III Бернуллі (1744—1807) | Йоганн III Бернуллі (1744—1807) |  |  | Даніель II Бернуллі (1751—1834) | Даніель II Бернуллі (1751—1834) | Даніель II Бернуллі (1751—1834) | Даніель II Бернуллі (1751—1834) | Даніель II Бернуллі (1751—1834) | Даніель II Бернуллі (1751—1834) |  |  | Якоб II Бернуллі (1759—1789) | Якоб II Бернуллі (1759—1789) | Якоб II Бернуллі (1759—1789) | Якоб II Бернуллі (1759—1789) | Якоб II Бернуллі (1759—1789) | Якоб II Бернуллі (1759—1789) |  |  |  |  |  |  |  |  |  |  |  |  |  |  |  |  |  |  |  |  |  |  |  |  |